# Elaphoglossum reineckei
Elaphoglossum reineckei là một loài dương xỉ trong họ Dryopteridaceae. Loài này được Hieron. & Lauterb. mô tả khoa học đầu tiên năm 1908.
Danh pháp khoa học của loài này chưa được làm sáng tỏ. 